# Liste des sénateurs de l'Eure
Cet article présente la liste des sénateurs élus dans l'Eure depuis la IIIe République.

## Sénateurs de l'Eure siégeant
- Nicole Duranton (Les Républicains puis La République en marche) (date de début : 28 septembre 2014), remplace Sébastien Lecornu, membre du gouvernement.
- Kristina Pluchet (Les Républicains) (date de début : 27 septembre 2020)
- Hervé Maurey (UDI) (date de début : 28 septembre 2014)

## Sénateurs de l'Euresous laIIIeRépublique
- Camille Clément de La Roncière-Le Noury de 1876 à 1881
- Albert de Broglie de 1876 à 1885
- Jean-Louis Lepouzé en janvier 1882
- Alphonse Lecointe de 1882 à 1890
- Charles d'Osmoy de 1885 à 1894
- Victor Milliard de 1890 à 1921
- Anatole Guindey de 1891 à 1898
- Albert Parissot de 1895 à 1911
- Jules Thorel de 1898 à 1906
- Léon Monnier de 1907 à 1923
- Maurice Hervey de 1912 à 1936
- Abel Lefèvre de 1921 à 1939
- Ernest Neuville de 1930 à 1939
- Prosper Josse de 1924 à 1930, puis de 1939 à 1945
- André Join-Lambert de 1937 à 1945
- Léon Lauvray de 1939 à 1945

## Sénateurs de l'Eure sous laIVeRépublique
- René Cardin de 1946 à 1948
- Georges Chauvin de 1946 à 1948
- Georges Bernard de 1948 à 1957
- Raymond Laillet de Montullé de 1948 à 1959
- Jean Brajeux de 1957 à 1959

## Sénateurs de l'Eure sous laVeRépublique
- Jean Brajeux (RI) de 1959 à 1962
- Modeste Legouez (RI) de 1959 à 1989
- Gustave Héon (GD) de 1962 à 1981
- René Tomasini (RPR) de 1980 à 1983
- Henri Collard (RDSE) de 1981 à 1998
- Alain Pluchet (RPR) de 1983 à 1998
- Jean Guenier (UC) de janvier à octobre 1989
- Jean-Luc Miraux (RPR-UMP) de 1998 à 2008.
- Joël Bourdin (UMP) de 1989 à 2014
- Ladislas Poniatowski (UMP puis LR) de 1998 à 2020
- Sébastien Lecornu (LREM) du 1er Octobre 2020 au 1er Novembre 2020 (laissant son siège à Nicolas Duranton car membre du gouvernement).